# 바보 이반

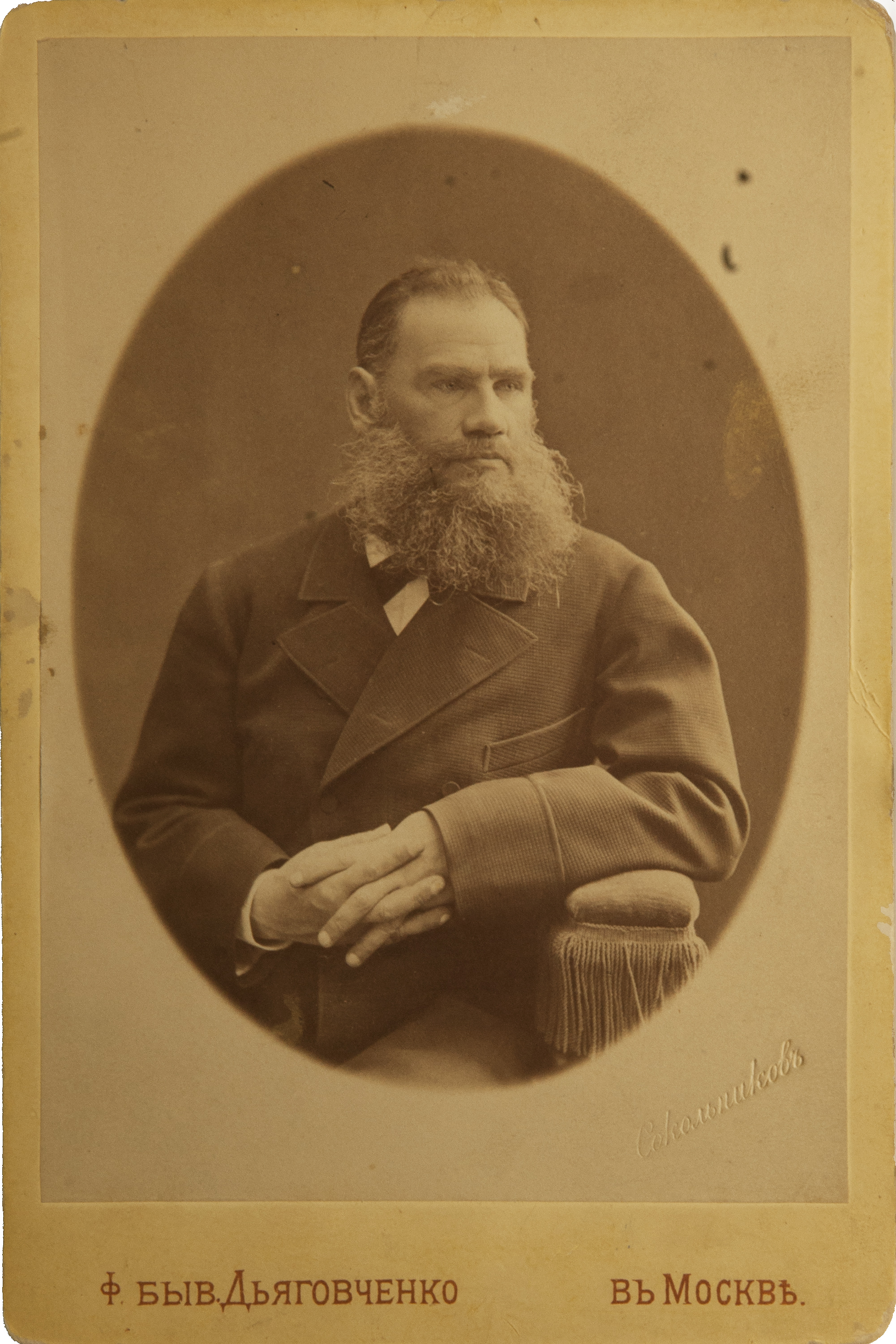
Tolstoy 1876

《바보 이반》(러시아어: Сказка об Иване-дураке и его двух братьях : Семене-воине и Тарасе-брюхане, и немой сестре Маланье, и о старом дьяволе и трех чертенятах.)은 러시아의 작가 레프 톨스토이의 단편소설이다. 1886년 단편소설로서 러시아의 민속동화 바보 이반( Иван-дурак) 을 재구성한 작품으로 러시아 문학사에서 중요한 단편소설로서 평가 받고 있다.

## 줄거리

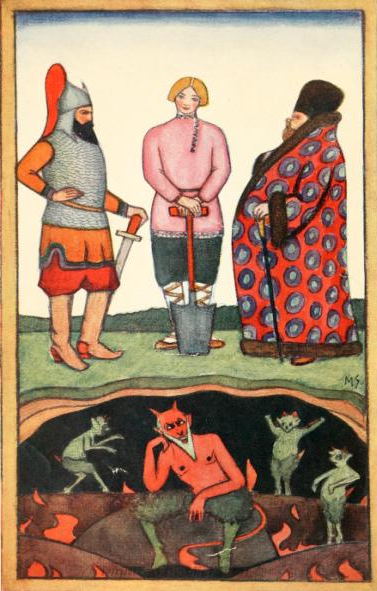
Ivan the Fool

늙은 악마 자매에 대한 세 형제의 투쟁 이야기
옛날 어느 나라에 군인 세묜, 타라스, 바보 이반과 그들의 여동생(벙어리) 몰타 4 형제가 있었다. 그의 형제는 세상의 재화인 돈과 군사력으로 쉽게 유혹하고 있지만, 단순하고 순박한 이반은 그의 삶의 간단한 방법으로 악마를 퇴치한다. 큰형 세몬을 대신해 악마를 물리쳐 군인이 얼마든지 나올 마법 옥수수와 비비면 금화가 얼마든지 나올 마법의 잎, 어떤 병에도 효과가 있는 뿌리를 내 도움을 구한다. 대악마는 인간으로 둔갑하여 권력욕과 군사력에 집착하는 큰형 세묜에게 접근하다. 장군으로 둔갑 한 악마에 속아 전쟁을 하게 된 형 세몬은 파멸하게 되고, 둘째형 타라스 역시 상인으로 둔갑 한 악마에 속아 재산을 탕진하게 되고 다시 무일푼이 된다. 마지막으로 대 악마는 이반을 파멸시키기 위해 큰형 세몬때와 마찬가지로 장군으로 둔갑하여 군대를 가지도록 유도하지만 이반의 왕국에선 모두 바보같이 순박한 사람들뿐이라 군사의 필요성을 느끼지 못해 실패한다. 대악마는 다시 상인으로 둔갑 금화를 뿌리지만, 이반의 순박한 백성들은 의식주가 해결된 상태에서 재화에 몰두하지 않아 실패한다. 그뿐만 아니라 마귀는 돈으로 집을 지을 수 없고, 음식을 살 수 없기 때문에 남은 찌꺼기 밖에 먹지 못하는 신세가 되기도 한다.
이반은 결국 군사력과 물질적 재화의 부족에도 불구하고 국가의 통치자가 된다.

## 주제
바보 이반 왕국의 계명은 "손에 굳은살이 박힌 일하는 자들만 음식을 먹을지어다, 일하지 아니하는 자들은 남은 음식만을 먹을 것“으로 이작품의 주제를 관통하고 표현한다고 볼 수 있다.
표면적으로는 러시아 우화의 재구성으로 보이지만 내포된 작가의 뜻은 작가 스스로의 정치적 성향인 기독교 아나키즘 성향이 표출된 작품이며, 러시아 귀족들의 무위도식과 탐욕을 비판하고, 땀을 흘려가며 정직하게 일하는 러시아 농민들의 성실함을 찬양하는 사회비판소설이다.

## 특징
톨스토이의 작품세계의 특징 중 하나인 리얼리즘의 문체를 사용하는 작가로서, 본 작품에서도 배경정보나 주제정보는 판타지 성이 다분하나 그가 말하고자 하는 바, 즉 실제 인간 사회에서 적용되는 교훈과 그의 사상(기독교 아나키즘)을 등장인물의 육체나 행동 및 사건 사고의 묘사를 통해 그 인물의 심리를 표현하였다. 그 정확한 묘사력에 더해 심리에 대한 깊은 통찰, 단어의 엄밀한 선택 등이 수많은 등장인물의 개성을 선명하게 나누어 묘사한다.

## 파생작품
도서
- Ivan the fool and other tales of Leo Tolstoy – January 1, 1966-by Guy Daniels by Leo Tolstoy (Author)[1]
- Ivan the Fool: A Lost Opportunity and Polikushka – May 1, 2001-[2]
- Ivan the Fool (Young Learners Classic Readers)[3]
- IVAN the FOOL: Russian Folk Belief: A Cultural History (New Russian Writing)-by Andrei Sinyavsky(Author)

영화
- How the Ivan-Fool was going for miracle. Kak Ivanushka-durachok za chudom hodil (1976)[4]

구연동화
- Ivan The Fool (Ivanushka-durachok)-Original Release Date: May 20, 2002 by Yuri Chernov

## 참고 자료
- 이 문서에는 다음커뮤니케이션(현 카카오)에서 GFDL 또는 CC-SA 라이선스로 배포한 글로벌 세계대백과사전의 내용을 기초로 작성된 글이 포함되어 있습니다.
- 브리태니커 백과사전
- (톨스토이 단편선) 사람은 무엇으로 사는가 / 저자명: 톨스토이, 유순옥 / 출판사항 :서울 글로북스, 2008.[쪽 번호 필요]